# Stachystemon
Stachystemon es un género de plantas perteneciente a la familia Picrodendraceae. Comprende nueve especies originarias de Australia.

## EspeciesdeStachystemon
- Stachystemon axillaris A.S.George, J. Roy. Soc. Western Australia 50(4): 97 (1967).
- Stachystemon brachyphyllus Müll.Arg., Linnaea 32: 76 (1863).
- Stachystemon intricatus Halford & R.J.F.Hend., Austrobaileya 6: 519 (2003).
- Stachystemon mucronatus Halford & R.J.F.Hend., Austrobaileya 6: 520 (2003).
- Stachystemon nematophorus (F.Muell.) Halford & R.J.F.Hend., Austrobaileya 6: 522 (2003).
- Stachystemon polyandrus (F.Muell.) Benth., Fl. Austral. 6: 62 (1873).
- Stachystemon vermicularis Planch., London J. Bot. 4: 472 (1845).
- Stachystemon vinosus Halford & R.J.F.Hend., Austrobaileya 6: 525 (2003).
- Stachystemon virgatus (Klotzsch) Halford & R.J.F.Hend., Austrobaileya 6: 526 (2003).